# Семь дней Туйзу Таави
«Семь дней Туйзу Таави» (эст. Tuulevaikus — досл.: «Затишье») — советский эстонский художественный чёрно-белый фильм 1970 года режиссёра Вельё Кяспера по одноимённому рассказу писателя Эйнара Маасика.

## Сюжет
Туйзу Таави, работающий рыбаком в колхозе, предпочитает шутить и балагурить вместо того, чтобы брать на себя ответственность. Однако он понимает, что наступает момент, когда ему придётся самому решать свои проблемы и нести за них ответственность.

## Роли исполняют
- Лембит Ульфсак — Туйзу Таави
- Айме Вескимяэ[эст.] — Рити
- Малле Пярн[эст.] — Лейли
- Марге Виснап-Ныпс — Маре
- Хеленд Пеэп — Туйзу Сассь
- Астрид Лепа[эст.] — мать Таави
- Райво Трасс — Олев
- Юри Нийн[эст.] — Юссь
- Юри Ярвет — Сааре Сандер
- Хейно Мандри — председатель колхоза
- Эвальд Хермакюла — бригадир

## Съёмочная группа
- Автор сценария: Эйнар Маасик[эст.]
- Режиссёр-постановщик: Вельё Кяспер
- Главный оператор: Михаил Дороватовский
- Художник-постановщик: Халья Клаар
- Композитор: Яан Ряэтс
- Звукооператор: Харальд Ляянеметс
- Режиссёр: Виктор Сымер
- Оператор: Михкель Ратас
- Художник по костюмам: Хильда Крууси
- Монтажёр: Кай Шенберг
- Редактор: Энн Реккор[эст.]
- Директор картины: Аркадий Песегов

## Русский дубляж
Фильм был дублирован на киностудии им. М. Горького в 1971 году.
- Режиссёр дубляжа: Елена Арабова
- Звукооператор: Зоя Карлюченко

Роли дублировали:
- Юрий Цветов — Туйзу Таави
- Инна Выходцева — Рити
- Галина Булкина — Лейли
- Надежда Румянцева — Маре
- Николай Граббе — Туйзу Сассь
- Нина Зорская — мать Таави
- Валентин Грачёв — Олев
- Алексей Крыченков — Юссь
- Андрей Тарасов — Сааре Сандер
- Анатолий Кузнецов — председатель колхоза
- Владимир Гусев — бригадир

## Премьера
Премьера фильма состоялась 4 января 1971 года в Таллине, в Москве — 26 октября 1971 года.
За первый год кинопроката картину посмотрели 168,1 тыс. зрителей в Эстонии, в СССР — 5,2 млн зрителей.